# Kreis Heinsberg
Kreis Heinsberg is een Kreis in het uiterste westen van Duitsland in de deelstaat Noordrijn-Westfalen. Het meest westelijk gelegen punt op het  vasteland  van Duitsland ligt in de gemeente Selfkant, namelijk 51° 3′ NB, 5° 52′ OL. De Kreis telt 256.458 inwoners (31 december 2020) op een oppervlakte van 627,92 km². Op 31 december 2020 had 13,09% van de inwoners een niet-Duits staatsburgerschap (33.570 niet-Duitsers) en had 2,86% van de inwoners het Nederlandse staatsburgerschap (7.345 Nederlanders). 
Heinsberg grenst in het westen aan de Nederlandse provincie Limburg, in het noorden aan het district Viersen en aan de stad Mönchengladbach, in het oosten aan het district Rhein-Kreis Neuss en in het zuiden aan de districten Aken (Aachen) en Düren.
De Kreis is per 1 januari 2022 toegetreden tot de Euregio Rijn-Maas Noord.

## Steden en gemeenten

Steden en gemeenten in Kreis Heinsberg.

| Steden                                                                                               | Gemeenten                            |
| --- | ------------------------------------ |
| 1. Erkelenz 2. Geilenkirchen 3. Heinsberg 4. Hückelhoven 5. Übach-Palenberg 6. Wassenberg 7. Wegberg | 1. Gangelt 2. Selfkant 3. Waldfeucht |

Zie ook: Lijst van Kreise en kreisfreie steden in Noordrijn-Westfalen
Erkelenz · Gangelt · Geilenkirchen · Heinsberg · Hückelhoven · Selfkant · Übach-Palenberg · Waldfeucht · Wassenberg · Wegberg
Landen:  België ·  Duitsland ·  Nederland

NUTS 2-regio's: Limburg (BE) · Limburg (NL) (deels) · Luik (deels) · Regierungsbezirk Keulen (deels)

NUTS 3-regio's: Stedenregio Aken · Arrondissement Borgworm · Duitstalige Gemeenschap · Kreis Düren · Kreis Euskirchen · Arrondissement Hasselt · Kreis Heinsberg · Arrondissement Hoei · Arrondissement Luik · Arrondissement Maaseik · Midden-Limburg · Arrondissement Tongeren · Arrondissement Verviers · Zuid-Limburg